# Logny-Bogny
Logny-Bogny è un comune francese di 189 abitanti situato nel dipartimento delle Ardenne nella regione del Grand Est.

## Società

### Evoluzione demografica
Abitanti censiti